# NXT Women's Tag Team Championship
Les NXT Women's Tag Team Championship (que l'on peut traduire par championnats féminin par équipe de la NXT) est un championnat de catch utilisé par la World Wrestling Entertainment (WWE) à NXT.
Les championnes actuelles sont Fallon Henley et Kiana James, qui en sont à leur première règne. Elles ont remporté les titres en battant Katana Chance et Kayden Carter, le 4 février 2023 à NXT Vengeance Day.

## Histoire
Au mois de janvier 2021, William Regal qui est manager général de NXT, annonce l'organisation du tournoi Women's Dusty Rhodes Tag Team Classic. Dakota Kai et Raquel González remportent ce tournoi et obtiennent un match pour le championnat par équipes féminines de la WWE. Le 24 février à NXT, elles se retrouvent face à Nia Jax et Shayna Baszler et annoncent qu'elles vont s'affronter le 3 mars. Le 3 mars, elles ne remportent pas les titres injustement. Le Général Manager de WWE NXT Wiliiam Regal annonce le 10 mars l'inauguration du titre par équipes féminins de NXT. Dakota Kai & Raquel Gonzalez sont les premières championnes puisqu'elles ont remporté le Women's Dusty Rhodes Tag Team Classic.

## Design
Le design de la ceinture du NXT Women's Tag Team Championship est presque identique à celui du NXT Tag Team Championship masculin, à quelques exceptions près. Les sangles sont plus petites pour les femmes et elles sont blanches au lieu de noires. Au-dessus du logo vertical de NXT sur la plaque centrale, on peut lire "Women's Tag team" au lieu de "Tag team". Pour les plaques latérales personnalisables, les plaques latérales par défaut ont le logo NXT vertical au lieu du logo de la WWE, ce qui en fait l'un des deux titres NXT à avoir le logo éponyme au lieu du logo de la WWE pour les plaques latérales par défaut, l'autre étant le titre nord-américain NXT. Le logo WWE est également absent du centre du logo NXT sur la plaque centrale.

## Tournoi
Durant le tournoi Women's Dusty Rhodes Tag Team Classic, huit équipes s'affrontent. Les participantes sont :
- Candice LeRae et Indi Hartwell[3]
- Gigi Dolin et Cora Jade[3]
- Shotzi Blackheart et Ember Moon[3]
- Marina Shafir et Zoey Stark[3]
- Kacy Cantazaro et Kayden Carter[3]
- Mercedes Martinez et Toni Storm[3]
- Dakota Kai et Raquel González[3]
- Aliyah et Jessi Kamea[3]

|  | Quarts de finale                | Quarts de finale                | Quarts de finale                | Quarts de finale                |                                 |                                 | Demi-finales       | Demi-finales       | Demi-finales       | Demi-finales       |  |  | Finale             | Finale             | Finale             | Finale             |
|  |                                 |                                 |                                 |                                 |                                 |                                 |                    |                    |                    |                    |  |  |                    |                    |                    |                    |
|  | Le 23 janvier 2021              | Le 23 janvier 2021              | Le 23 janvier 2021              | Le 23 janvier 2021              |                                 |                                 | Le 11 février 2021 | Le 11 février 2021 | Le 11 février 2021 | Le 11 février 2021 |  |  | Le 14 février 2021 | Le 14 février 2021 | Le 14 février 2021 | Le 14 février 2021 |
|  | Le 23 janvier 2021              | Le 23 janvier 2021              | Le 23 janvier 2021              | Le 23 janvier 2021              |                                 |                                 | Le 11 février 2021 | Le 11 février 2021 | Le 11 février 2021 | Le 11 février 2021 |  |  | Le 14 février 2021 | Le 14 février 2021 | Le 14 février 2021 | Le 14 février 2021 |
|  | Candice LeRae et Indi Hartwell  | Candice LeRae et Indi Hartwell  | Victoire                        | Victoire                        |                                 |                                 | Le 11 février 2021 | Le 11 février 2021 | Le 11 février 2021 | Le 11 février 2021 |  |  | Le 14 février 2021 | Le 14 février 2021 | Le 14 février 2021 | Le 14 février 2021 |
|  | Candice LeRae et Indi Hartwell  | Candice LeRae et Indi Hartwell  | Victoire                        | Victoire                        |                                 |                                 | Le 11 février 2021 | Le 11 février 2021 | Le 11 février 2021 | Le 11 février 2021 |  |  | Le 14 février 2021 | Le 14 février 2021 | Le 14 février 2021 | Le 14 février 2021 |
|  | Gigi Dolin et Cora Jade         | Gigi Dolin et Cora Jade         | -                               | -                               |                                 |                                 | Le 11 février 2021 | Le 11 février 2021 | Le 11 février 2021 | Le 11 février 2021 |  |  | Le 14 février 2021 | Le 14 février 2021 | Le 14 février 2021 | Le 14 février 2021 |
|  | Gigi Dolin et Cora Jade         | Gigi Dolin et Cora Jade         | -                               | -                               | Candice LeRae et Indi Hartwell  | Candice LeRae et Indi Hartwell  | -                  | -                  |                    |                    |  |  | Le 14 février 2021 | Le 14 février 2021 | Le 14 février 2021 | Le 14 février 2021 |
|  | Le 30 janvier 2021              |                                 |                                 |                                 | Candice LeRae et Indi Hartwell  | Candice LeRae et Indi Hartwell  | -                  | -                  |                    |                    |  |  | Le 14 février 2021 | Le 14 février 2021 | Le 14 février 2021 | Le 14 février 2021 |
|  |                                 |                                 | Shotzi Blackheart et Ember Moon | Shotzi Blackheart et Ember Moon | Victoire                        | Victoire                        |                    |                    |                    |                    |  |  | Le 14 février 2021 | Le 14 février 2021 | Le 14 février 2021 | Le 14 février 2021 |
|  | Shotzi Blackheart et Ember Moon | Shotzi Blackheart et Ember Moon | Shotzi Blackheart et Ember Moon | Shotzi Blackheart et Ember Moon | Victoire                        | Victoire                        | Victoire           | Victoire           |                    |                    |  |  | Le 14 février 2021 | Le 14 février 2021 | Le 14 février 2021 | Le 14 février 2021 |
|  | Shotzi Blackheart et Ember Moon | Shotzi Blackheart et Ember Moon | Le 4 février 2021               |                                 |                                 |                                 | Victoire           | Victoire           |                    |                    |  |  | Le 14 février 2021 | Le 14 février 2021 | Le 14 février 2021 | Le 14 février 2021 |
|  | Marina Shafir et Zoey Stark     | Marina Shafir et Zoey Stark     | -                               | -                               |                                 |                                 |                    |                    |                    |                    |  |  | Le 14 février 2021 | Le 14 février 2021 | Le 14 février 2021 | Le 14 février 2021 |
|  | Marina Shafir et Zoey Stark     | Marina Shafir et Zoey Stark     | -                               | -                               | Shotzi Blackheart et Ember Moon | Shotzi Blackheart et Ember Moon | -                  | -                  |                    |                    |  |  |                    |                    |                    |                    |
|  | Le 20 janvier 2021              |                                 |                                 |                                 | Shotzi Blackheart et Ember Moon | Shotzi Blackheart et Ember Moon | -                  | -                  |                    |                    |  |  |                    |                    |                    |                    |
|  |                                 |                                 | Dakota Kai et Raquel González   | Dakota Kai et Raquel González   | Victoire                        | Victoire                        |                    |                    |                    |                    |  |  |                    |                    |                    |                    |
|  | Kacy Cantazaro et Kayden Carter | Kacy Cantazaro et Kayden Carter | Dakota Kai et Raquel González   | Dakota Kai et Raquel González   | Victoire                        | Victoire                        | Victoire           | Victoire           |                    |                    |  |  |                    |                    |                    |                    |
|  | Kacy Cantazaro et Kayden Carter | Kacy Cantazaro et Kayden Carter |                                 |                                 |                                 |                                 |                    |                    |                    |                    |  |  |                    |                    |                    |                    |
|  | Mercedes Martinez et Toni Storm | Mercedes Martinez et Toni Storm | -                               | -                               |                                 |                                 |                    |                    |                    |                    |  |  |                    |                    |                    |                    |
|  | Mercedes Martinez et Toni Storm | Mercedes Martinez et Toni Storm | -                               | -                               | Kacy Cantazaro et Kayden Carter | Kacy Cantazaro et Kayden Carter | -                  | -                  |                    |                    |  |  |                    |                    |                    |                    |
|  | Le 27 janvier 2021              |                                 |                                 |                                 | Kacy Cantazaro et Kayden Carter | Kacy Cantazaro et Kayden Carter | -                  | -                  |                    |                    |  |  |                    |                    |                    |                    |
|  |                                 |                                 | Dakota Kai et Raquel González   | Dakota Kai et Raquel González   | Victoire                        | Victoire                        |                    |                    |                    |                    |  |  |                    |                    |                    |                    |
|  | Dakota Kai et Raquel González   | Dakota Kai et Raquel González   | Dakota Kai et Raquel González   | Dakota Kai et Raquel González   | Victoire                        | Victoire                        | Victoire           | Victoire           |                    |                    |  |  |                    |                    |                    |                    |
|  | Dakota Kai et Raquel González   | Dakota Kai et Raquel González   |                                 |                                 |                                 |                                 |                    | Victoire           |                    |                    |  |  |                    |                    |                    |                    |
|  | Aliyah et Jessi Kamea           | Aliyah et Jessi Kamea           | -                               | -                               |                                 |                                 |                    |                    |                    |                    |  |  |                    |                    |                    |                    |
|  | Aliyah et Jessi Kamea           | Aliyah et Jessi Kamea           | -                               | -                               |                                 |                                 |                    |                    |                    |                    |  |  |                    |                    |                    |                    |
|  |                                 |                                 |                                 |                                 |                                 |                                 |                    |                    |                    |                    |  |  |                    |                    |                    |                    |

## Historique des règnes
En date du 5 avril 2022, il y a eu sept règnes entre cinq équipes composées de 10 champions individuels. L'équipe championne inaugurale était Dakota Kai et Raquel González. Toxic Attraction (Gigi Dolin et Jacy Jayne) a le règne le plus long avec 158 jours, tandis que l'équipe de Kai et González a le règne le plus court avec 56 minutes (étant élues premières championnes puis perdant le titre plus tard la même nuit). Candice LeRae est la championne la plus âgée à 35 ans, tandis que Gigi Dolin est la plus jeune, remportant le titre à 24 ans.
| #  | Championnes                                 | Règne | Date            | Nombre de jours | Évènement                     | Lieu                         | Notes | Réf.   |
| -- | ------------------------------------------- | ----- | --------------- | --------------- | ----------------------------- | ---------------------------- | --- | ------ |
| 1  | Dakota Kai et Raquel González               | 1     | 10 mars 2021    | 0 jour          | NXT                           | Orlando (Floride)            | Ont reçu les titres en récompense de leur victoire au Women's Dusty Rhodes Tag Team Classic. | [ 4 ]  |
| 2  | Shotzi et Ember Moon                        | 1     | 10 mars 2021    | 55 jours        | NXT                           | Orlando (Floride)            | En battant Dakota Kai et Raquel González. Elles remportent les titres pour la première fois de leurs carrières. De ce fait, Ember Moon devient également double championne, puisqu'elle est également championne de la NXT.                                                                                 | [ 5 ]  |
| 3  | The Way (Candice LeRae et Indi Hartwell)    | 1     | 4 mai 2021      | 63 jours        | NXT                           | Orlando (Floride)            | En battant Ember Moon et Shotzi Blackheart dans un Street Fight match. Elles remportent les titres pour la première fois de leurs carrières. | [ 6 ]  |
| 4  | Io Shirai et Zoey Stark                     | 1     | 6 juillet 2021  | 112 jours       | NXT: The Great American Bash  | Orlando (Floride)            | En battant The Way (Candice LeRae et Indi Hartwell). Elles remportent les titres pour la première fois de leurs carrières. | [ 7 ]  |
| 5  | Toxic Attraction (Gigi Dolin et Jacy Jayne) | 1     | 26 octobre 2021 | 158 jours       | NXT: Halloween Havoc          | Orlando (Floride)            | En battant Io Shirai, Zoey Stark, Indi Hartwell et Persia Pirotta dans un Scareway to Hell Ladder match. Elles remportent les titres pour la première fois de leurs carrières. | [ 8 ]  |
| 6  | Dakota Kai et Raquel González               | 2     | 2 avril 2022    | 3 jours         | NXT TakeOver: Stand & Deliver | Dallas (Texas)               | En battant Toxic Attraction (Gigi Dolin et Jacy Jayne). Elles remportent les titres pour la seconde fois et deviennent la première équipe féminine à gagner deux fois les ceintures. | [ 9 ]  |
| 7  | Toxic Attraction (Gigi Dolin et Jacy Jayne) | 2     | 5 avril 2022    | 94 jours        | NXT                           | Orlando (Floride)            | En prenant leur revanche sur Dakota Kai et Raquel González. Elles remportent les titres pour la seconde fois et deviennent la seconde équipe féminine à gagner deux fois les ceintures. | [ 10 ] |
| 8  | Roxanne Perez et Cora Jade                  | 1     | 5 juillet 2022  | 14 jours        | NXT: The Great American Bash  | Orlando (Floride)            | En battant Toxic Attraction (Gigi Dolin et Jacy Jayne). Elles remportent les titres pour la première fois de leurs carrières. | [ 11 ] |
| 9  | Roxanne Perez                               | 1     | 19 juillet 2022 | 7 jours         | NXT                           | Orlando (Floride)            | À la suite de la trahison de sa ex-partenaire et du fait que cette dernière ait jeté la moitié des titres féminins par équipe de la NXT dans une poubelle la semaine passée, Roxanne se retrouve désormais seule championne. La WWE reconnait le règne de Roxanne comme seule NXT Women's Tag Team Champion | [ 12 ] |
| —  | Vacant                                      | —     | 26 juillet 2022 | 7 jours         | NXT                           | Orlando (Floride)            | À la suite de la trahison de sa ex-partenaire il y a sept jours, et du fait que cette dernière ait jeté la moitié des titres féminins par équipe de la NXT dans une poubelle la semaine passée, Roxanne Perez est contrainte d'abandonner les titres.                                                       | [ 13 ] |
| 10 | Katana Chance et Kayden Carter              | 1     | 2 août 2022     | 186 jours       | NXT                           | Orlando (Floride)            | En battant Toxic Attraction (Gigi Dolin et Jacy Jayne), Ivy Nile, Tatum Paxley, Valentina Feroz et Yulisa Leon dans un Fatal 4-Way Elimination Tag Team match. Elles remportent les titres pour la première fois de leurs carrières.                                                                        | [ 14 ] |
| 11 | Fallon Henley et Kiana James                | 1     | 4 février 2023  | 56 jours        | NXT Vengeance Day             | Charlotte (Caroline du Nord) | En battant Katana Chance et Kayden Carter de manière litigieuse. Elles remportent les titres pour la première fois de leurs carrières. | [ 15 ] |
| 12 | Alba Fyre et Isla Dawn                      | 1     | 1er avril 2023  | 83 jours        | NXT Stand & Deliver           | Los Angeles (Californie)     | En battant Fallon Henley et Kiana James. Elles remportent les titres pour la première fois de leurs carrières. | [ 16 ] |
| 13 | Ronda Rousey et Shayna Baszler              | 1     | 23 juin 2023    | 0 jour          | SmackDown                     | Lafayette (Louisiane)        | En battant Alba Fyre et Isla Dawn. Elles remportent les titres pour la première fois de leurs carrières et deviennent doubles championnes par équipe. À la suite de leur victoire, elles unifient les quatre ceintures.                                                                                     | [ 17 ] |
| —  | Unifié                                      | —     | 23 juin 2023    | 0 jour          | SmackDown                     | Lafayette (Louisiane)        | En battant Alba Fyre et Isla Dawn. Elles remportent les titres pour la première fois de leurs carrières et deviennent doubles championnes par équipe. À la suite de leur victoire, elles unifient les quatre ceintures.                                                                                     | [ 17 ] |

### Règnes combinés

#### En solo
| rang | catcheuses       | Nombre de règnes | Jours combinés |
| ---- | ---------------- | ---------------- | -------------- |
| 1.   | Gigi Dolin       | 2                | 249            |
| 1.   | Jacy Jayne       | 2                | 249            |
| 2.   | Katana Chance    | 1                | 187            |
| 2.   | Kayden Carter    | 1                | 187            |
| 3.   | Zoey Stark       | 1                | 112            |
| 3.   | IYO SKY          | 1                | 112            |
| 4.   | Isla Dawn        | 1                | 83             |
| 4.   | Alba Fyre        | 1                | 83             |
| 5.   | Candice LeRae    | 1                | 63             |
| 5.   | Indi Hartwell    | 1                | 63             |
| 6.   | Fallon Henley    | 1                | 56             |
| 6.   | Kiana James      | 1                | 56             |
| 7.   | Ember Moon       | 1                | 55             |
| 7.   | Shotzi           | 1                | 55             |
| 8.   | Roxanne Perez    | 1                | 21             |
| 9.   | Cora Jade        | 1                | 14             |
| 10.  | Dakota Kai       | 2                | 3              |
| 10.  | Raquel Rodriguez | 2                | 3              |
| 11.  | Shayna Baszler   | 1                | 0              |
| 11.  | Ronda Rousey     | 1                | 0              |

#### Par équipe
|  | Lutteur travaillant toujours à NXT |

| Rang | Catcheuse                                    | Nombre de règnes | Jours |
| ---- | -------------------------------------------- | ---------------- | ----- |
| 1.   | Toxic Attraction (Gigi Dolin et Jacy Jayne ) | 2                | 249   |
| 2.   | Katana Chance et Kayden Carter               | 1                | 187   |
| 3.   | IYO SKY et Zoey Stark                        | 1                | 112   |
| 4.   | Isla Dawn et Alba Fyre                       | 1                | 83    |
| 5.   | The Way (Candice LeRae et Indi Hartwell)     | 1                | 63    |
| 6.   | Fallon Henley et Kiana James                 | 1                | 56    |
| 7.   | Shotzi et Ember Moon                         | 1                | 55    |
| 8.   | Cora Jade et Roxanne Perez                   | 1                | 14    |
| 9.   | Roxanne Perez                                | 1                | 7     |
| 10.  | Dakota Kai et Raquel Rodriguez               | 2                | 3     |
| 11.  | Ronda Rousey et Shayna Baszler               | 1                | 0     |

## Statistiques
| Record                          | Détenteur du record                                     | Chiffre     |
| ------------------------------- | ------------------------------------------------------- | ----------- |
| Le plus de règnes par équipes   | Dakota Kai et Raquel González, Gigi Dolin et Jacy Jayne | 2           |
| Le plus de règnes en individuel | Dakota Kai et Raquel González, Gigi Dolin et Jacy Jayne | 2           |
| Règne le plus long              | Katana Chance et Kayden Carter                          | 187 jours   |
| Règne le plus court             | Ronda Rousey et Shayna Baszler                          | Unification |
| Championne la plus âgée         | Shayna Baszler                                          | 42 ans      |
| Championne la plus jeune        | Roxanne Perez                                           | 20 ans      |